# リハウスガール
リハウスガールは、三井不動産リアルティのリハウス事業「三井のリハウス」のCMに出演している一家の娘役（主人公）である。

## 概要
「三井のリハウス」のCMは思春期の娘がいる父母向けのCMであり、娘が成長したため住み替える、という設定である。中学生や女子高生役が多い。1987年に宮沢りえが初代リハウスガール「白鳥麗子」役で有名となり、以降多くの著名女優を輩出している。新人あるいは売り出し中のタレントを起用する傾向があり、CM撮影には映画監督としても活躍している市川準らを起用するなど、こだわりをもって制作されているのが特徴である。
14代目の山本舞香が2011年から2015年まで務めた後、6年の空白を置いて、2021年4月に近藤華で復活。この近藤が起用された際、その母親役として初代リハウスガールの宮沢が34年ぶりに、近藤の母親という設定で白鳥麗子役を復活させている

## 歴代のリハウスガール一覧
|      | 出演年          | 氏名       |
| ---- | --------------- | ---------- |
| 初代 | 1987年          | 宮沢りえ   |
| 2代  | 1988年          | 森山和美   |
| 3代  | 1989年          | 茅野佐智恵 |
| 4代  | 1990年          | 坂井真紀   |
| 5代  | 1991年 - 1992年 | 一色紗英   |
| 6代  | 1993年 - 1994年 | 藤谷文子   |
| 7代  | 1995年 - 1996年 | 建みさと   |
| 8代  | 1997年 - 1999年 | 池脇千鶴   |
| 9代  | 2000年 - 2001年 | 義煎恵理   |
| 10代 | 2002年 - 2004年 | 蒼井優     |
| 11代 | 2004年 - 2007年 | 夏帆       |
| 12代 | 2007年 - 2009年 | 山下リオ   |
| 13代 | 2009年 - 2011年 | 川口春奈   |
| 14代 | 2011年 - 2015年 | 山本舞香   |
| 15代 | 2021年 -        | 近藤華     |

### 共演
- 井上真央 - 8代リハウスガール池脇千鶴の妹役
- 宮崎あおい - 9代リハウスガール義煎恵理の姉役
- 杉本友莉亜 - 11代リハウスガール夏帆の姉役
- 宮沢りえ - 15代リハウスガール近藤華の母親役[2]

### 監督
- 市川準